# Kim Bum-soo
Kim Bum-soo ((en hangul, 김범수; en hanja, 金範洙); nacido el 26 de enero de 1979) es un cantante surcoreano que es ampliamente considerado como uno de los mejores vocalistas del país. Kim debutó en 1999 con el álbum A Promise, y en 2001, estuvo en la lista de ventas de Billboard con su canción «Hello Goodbye Hello», que alcanzó el puesto 51. Es conocido por la canción «I Miss You», que apareció en la banda sonora del drama coreano de 2003, Escalera al cielo.

## Discografía

### Álbumes
- A Promise (1999)
- Remember (2000)
- New Song & Special (2001)
- I Miss You (보고 싶다) (2002)
- Friends (2003)
- The 4th Episode (2004)
- So Long... (2006)
- Kim Bum Soo Vol. 6 (2008)
- Solista Part 1 (2010)
- Solista Part 2 (2011)
- Him (2014)

## Nominaciones
| Año  | Categoría                      | Canción                 | Resultado |
| ---- | ------------------------------ | ----------------------- | --------- |
| 1999 | Mejor artista nuevo            | «Promise» (약속)        | Nominado  |
| 2003 | Mejor interpretación de balada | «I Miss You» (보고싶다) | Nominado  |
| 2011 | Mejor artista masculino        | «Last Love»             | Nominado  |